# Perui tarkafarkú-kolibri
A perui tarkafarkú-kolibri (Phlogophilus harterti) a madarak osztályának sarlósfecske-alakúak (Apodiformes) rendjébe és a kolibrifélék (Trochilidae) családjába tartozó faj.
Magyar neve forrással nincs megerősítve.

## Rendszerezése
A fajt Hans von Berlepsch és Jean Stanislaus Stolzmann írták le 1901-ben.

## Előfordulása
Az Andok lábainál, Peru középső és délkeleti részén honos. A természetes élőhelye szubtrópusi és trópusi hegyi esőerdők, valamint erősen leromlott egykori erdők.

## Megjelenése
Testhossza 7,2–7,5 centiméter, testtömege 2,2–2,7 gramm.

## Életmódja
Nektárral táplálkozik.

## Természetvédelmi helyzete
Az elterjedési területe kicsi és az élőhely vesztés miatt még csökken is, egyedszáma is gyorsan csökken. A Természetvédelmi Világszövetség Vörös listáján mérsékelten fenyegetett fajként szerepel.

## Külső hivatkozások
- Képek az interneten a fajról
- Internet Bird Collection
- Xeno-canto.org - a faj hangja és elterjedési területe